# Садилова, Лариса Игоревна
Лариса Игоревна Садилова (21 октября 1963) — российский кинорежиссёр и сценарист.

## Биография
Лариса Садилова родилась 21 октября 1963 года в Брянске.
Окончила ВГИК (1986, режиссёрско-актёрское отделение мастерской С. А. Герасимова и Т. Ф. Макаровой). В кино дебютировала как актриса в 1984 году, снявшись в роли гимназистки в фильме «Лев Толстой». В 1998 сняла в качестве режиссёра дебютную чёрно-белую картину «С днём рождения!», которая получила призы международных и отечественных кинофестивалях: «Кинотавра» в Сочи, МКФ в Мангейме, Котбусе, Братиславе и Премию Жоржа Садуля. Следующие фильмы режиссёра («С любовью, Лиля» и «Требуется няня») также были отмечены множеством наград.

## Признание и награды
- «Тихий Дон»
- «Они сражались за Родину»
- «Осенний марафон»
- «Жил певчий дрозд»
- «Амаркорд»
- «Ненависть»
- «Прирождённые убийцы»
- «Печки-лавочки»
- «Восхождение»
- «Криминальное чтиво»

- 1998 — Гран-при конкурса дебютов кинофестиваля «Кинотавр» — фильм «С днём рождения!»
- 1998 — Приз кинокритиков — фильм «С днём рождения!»
- 1998 — Приз журнала «Сеанс» на «Кинотавре» — фильм «С днём рождения!»
- 1998 — Приз ФИПРЕССИ на МКФ в Мангейме (Германия) — фильм «С днём рождения!»
- 1998 — Специальный приз жюри, на МКФ в Коттбусе (Германия) — фильм «С днём рождения!»
- 1998 — Приз ФИПРЕССИ на МКФ в Коттбусе (Германия) — фильм «С днём рождения!»
- 1998 — Приз за режиссуру на МКФ «Евразия» (Алматы, Казахстан) — фильм «С днём рождения!»
- 1999 — Гран-при МКФ женщин-режиссёров в Кретее (Франция) — фильм «С днём рождения!»
- 1999 — Приз за лучшую режиссёрскую работу на МКФ в Братиславе (Словакия) — фильм «С днём рождения!»
- 1999 — Приз «Серебряная гроздь» на МКФ в Лагово (Польша) — фильм «С днём рождения!»
- 1999 — Приз «Сталкер» на МКФ за права человека «Сталкер» (Москва) — фильм «С днём рождения!»
- 1999 — Премия им. Жоржа Садуля фонда культуры Франции (Париж) — фильм «С днём рождения!»
- 2002 — Приз за лучший сценарий на МКФ «Киношок» (Анапа) — фильм «С любовью, Лиля»
- 2002 — Приз дистрибьюторов на МКФ «Киношок» (Анапа) — фильм «С любовью, Лиля»
- 2003 — «Тигр» на МКФ в Роттердаме (Нидерланды) — фильм «С любовью, Лиля»
- 2003 — Главный приз на МКФ в Варшаве (Польша) — фильм «С любовью, Лиля»
- 2005 — Приз в конкурсе «Великолепная семёрка» на КФ «Московская премьера» — фильм «Требуется няня»
- 2005 — Приз Канадского фонда гендерного равенства на МКФ «Сталкер» — фильм «Требуется няня»
- 2005 — Гран-при за режиссуру на кинофестивале в Севастополе — фильм «Требуется няня»
- 2006 — Номинация «Лучший фильм» на кинофестивале «Бригантина» — фильм «Требуется няня»
- 2006 — Номинация «Лучшая режиссёрская работа» на кинофестивале «Бригантина» — фильм «Требуется няня»
- 2007 — Приз ФИПРЕССИ на МКФ в Москве — фильм «Ничего личного»
- 2007 — Специальный приз жюри на МКФ «Восток — Запад» (Баку, Азербайджан) — фильм «Ничего личного»
- 2008 — Европейская премьера фильма в рамках МКФ в Роттердаме (Нидерланды) — фильм «Ничего личного»
- 2009 — КФ «Московская премьера», приз редакции журнала «Кинопроцесс» — фильм «Сынок»
- 2009 — Приз им. Александра Твардовского (за лучший сценарий) — «Сынок» (II кинофестиваль «Золотой Феникс»)
- 2010 — Гран-при на КФ в Ульяновске (Россия) — фильм «Сынок»
- 2010 — Ретроспектива фильмов Ларисы Садиловой на МКФ в Праге (Чехия)
- 2013 — VI кинофестиваль «Восток & Запад. Классика и Авангард» в Оренбурге — приз «Сарматский лев» — Лучшему режиссёру[4] — фильм «Она».
- 2014 — XXII кинофестиваль «Виват кино России!» (Санкт-Петербург)[5] — специальный приз жюри «За яркое художественное высказывание на остросоциальную тему» («Она»)
- 2014 — VII Всероссийский кинофестиваль актёров-режиссёров «Золотой Феникс» (Смоленск) — специальный приз Гильдии кинорежиссёров России за продолжение традиций кинорежиссёра Сергея Герасимова и интерес к современным темам («Она»)
- 2014 — XI Международный Благотворительный Кинофестиваль «Лучезарный ангел» (Москва) — вторая премия «За лучшее игровое полнометражное кино» («Она»)
- 2020 — XXVIII кинофестиваль «Виват кино России!» — приз «За лучшую режиссуру» («Однажды в Трубчевске»)[6]

## Фильмография

### Режиссёр
- 2022 — Огород
- 2019 — Однажды в Трубчевске
- 2013 — Она
- 2010 — Сынок
- 2007 — Ничего личного
- 2005 — Требуется няня
- 2003 — С любовью, Лиля
- 1998 — С днём рождения!

### Сценарист
- 2022 — Огород
- 2019 — Однажды в Трубчевске
- 2013 — Она
- 2010 — Сынок
- 2007 — Ничего личного
- 2005 — Требуется няня
- 2003 — С любовью, Лиля
- 1998 — С днём рождения!

### Продюсер
- 2022 — Огород
- 2019 — Однажды в Трубчевске